# Prava LGBT osoba u Italiji
Prava LGBTQ osoba dosta su razvijena u Talijanskoj Republici. Prava su se dodatno razvila u 21. stoljeću, premda LGBTQ osobe mogu naići na diskriminaciju.
Istospolni su odnosi legalni od 1890. godine te je dob pristanka 14 godina, bez obzira na spol. Italija ne prepoznaje bračnu jednakost, ali postoji životno partnerstvo (civilna unija) od 2016. Potpora istospolnom braku na visokoj je razini.
Talijanska premijerka Giorgia Meloni, konzervativna političarka, izjavila je kako LGBT+ osobe ne smatra diskriminiranima. U svim dijelovima Italije tolerancija prema LGBT osobama nije jednaka – konzervativna mjesta pod utjecajem su retorike Katoličke Crkve, a ta je retorika često negativna.

## Povezano
- Homoseksualnost u starom Rimu
- Povijest LGBT-a u Italiji